# 乔治·蓬皮杜
喬治·让·雷蒙·蓬皮杜（法語：Georges Jean Raymond Pompidou，法語：[ʒɔʁʒ pɔ̃pidu] ⓘ，1911年7月5日—1974年4月2日），法國政治家，前任法國總統兼安道爾大公。
以總統任內倡議建造的當代藝術博物館龐畢度中心為後人所知。外交立場親蘇反美，卻未能贏得蘇聯的信任，導致法國外交孤立。

## 早年
1911年，出生于法国中部康塔爾省蒙布迪夫市的小学教员家庭。
1934年，毕业于巴黎高等师范学校，攻读文学和政治科学。
蓬皮杜從政前曾是一位教師，在马赛和巴黎等地任教，第二次世界大战开始后在军队服务。1944年进入戴高乐的参谋机构。二戰結束後出任國會議員。
1944年至1946年任戴高乐临时政府办公厅专员，1946年任行政法院审查官。1946年至1949年出任旅遊部長，1954年至1958年任罗思柴尔德銀行行長。

## 政治生涯

### 總理
1958年戴高樂重新上台後，加入他的內閣任職。任戴高乐总理办公室主任。1961年代表法国政府与阿尔及利亚民族解放阵线秘密谈判，达成停火协定。1962年4月16日獲戴高樂任命，接替德布雷任總理，1968年法国工人和学生掀起大规模罢工罢课运动，他积极调解，使工人同资本家达成妥协。1968年7月10日辭職，其後被戴高樂選定為接班人。

### 總統
1969年6月15日，龐比度得到58.22%的高票當選成為法國總統，执政期间，繼續奉行戴高乐的法兰西民族独立政策。但更注意改善同其他国家的关系。改变了戴高乐反对英国加入欧洲共同市场的政策。1973年访问中华人民共和国。

## 任内病逝
1974年4月2日因卡勒氏病病逝，享年62岁。

## 著作
- 《Anthologie de la Poésie Française, Livre de Poche/Hachette》法国诗集， 1961年
- 《Le Nœud gordien, éd. Plon》快刀斩乱麻， 1974年
- 《Entretiens et discours, deux vol., éd. Plon》访谈与演讲，两卷，1975年
- 《Pour rétablir une vérité, éd. Flammarion》为了恢复真相， 1982年（蓬皮杜回忆录，中文版1984世界知识出版社）